# Ladislav Borovanský
Ladislav Borovanský (1. dubna 1897 Praha – 4. ledna 1971 Praha) byl český anatom a dlouholetý přednosta Anatomického ústavu Fakulty všeobecného lékařství Univerzity Karlovy v Praze.

## Životopis
Ladislav Borovanský se narodil v Praze. V roce 1922 promoval na lékařské fakultě Univerzity Karlovy. Od roku 1922 pracoval v oddělení pro topografickou anatomii. V roce 1931 habilitoval z anatomie. V roce 1937 získal mimořádnou profesuru. V období 1937–1939 a 1945–1970 byl přednostou anatomického ústavu. V roce 1946 byl jmenován řádným profesorem.
V letech 1946–1947 byl děkanem lékařské fakulty Univerzity Karlovy.

## Ocenění
V Praze 13 je po něm pojmenována ulice – Borovanského.